# Jan Kruseman (jurist)
Jan Kruseman (Delft, 5 oktober 1867 – Amsterdam, 14 augustus 1949) was een Nederlands jurist, president van het Gerechtshof Amsterdam.

## Levensloop
Jan Kruseman werd geboren in Delft als jongste zoon van Hendrik Lambertus (1831-1871) en Annette Jeanne Henriette Boissevain (1835 - 1894). Het gezin had vier kinderen: Maria (1862 – 1950), Suzanne (1864 – 1944), Gideon (1866 – 1943) en Jan. Na het overlijden van zijn vader, die remonstrants predikant in Delft was, verhuisde de familie naar Haarlem. Na afloop van zijn studie in Leiden vestigde Jan zich in Amsterdam, waar hij tot zijn dood is blijven wonen. Op 27 september 1894 trouwde Jan Kruseman in Amsterdam met Henriëtte Pauline Ankersmit (30 januari 1870 – 2 augustus 1948). Uit dit huwelijk werden vier zonen geboren: Jacob Paul (1897 – 1989), Gideon Ernst (1899 – 1975), Daniel (1901 – 1952), en Robert (1908 – 1998). Nadat op 2 augustus 1948 zijn vrouw was gestorven, is Jan Kruseman een jaar later, op 81-jarige leeftijd, eveneens overleden.

## Opleiding
Na afloop van de lagere school doorliep Kruseman in Haarlem het stedelijk gymnasium van 1879 tot 1885. Vervolgens vertrok hij naar Leiden, waar hij rechten studeerde. In 1890 sloot hij zijn studie af; hij promoveerde op het proefschrift De vracht van de bijlading.

## Werk

### Volkshuisvesting
Na afloop van zijn studie vertrok hij naar Amsterdam waar hij zich als advocaat vestigde en zich verdiepte in de problematiek van de volkshuisvesting. Al in 1892 werd hij secretaris van het Nederlands Instituut voor Volkshuisvesting en Stedebouw. Hij werd in 1893 voorzitter van de Vereeniging ten behoeve der Arbeidersklasse te Amsterdam. In die tijd nam hij, tezamen met H.L. Drucker en H.B. Greven, deel aan het onderzoek van de toestand van de arbeiderswoningen in de oude wijken van Amsterdam, dat in 1896 zou uitmonden in een rapport waarin de noodzaak van een Woningwet in Nederland werd aangetoond. Dit rapport, bekend als het "rapport Kruseman" heeft de aanzet gegeven tot het ontstaan van de Woningwet, die in 1901 werd uitgevaardigd. Hij bleef zich actief met de volkshuisvesting bezighouden. Zo richtte hij in 1899 gezamenlijk met de woninghervormers Hélène Mercier, P.W. Janssen en A. Kerdijk de N.V. Bouwonderneming ‘Jordaan' op, die tot doel had de krotwoningen op te ruimen en deze door goede etagewoningen te vervangen. Kruseman wordt beschouwd als een pionier op het gebied van de volkshuisvesting en is ook bekend als de "Vader van de Woningwet".

### Rechtspraak
De volkshuisvesting is niet het enige gebied waarop Kruseman actief was. In 1902 werd hij bij de Rechtbank Amsterdam benoemd tot plaatsvervangend rechter en in 1904 tot rechter. In 1910 volgde zijn benoeming bij het Gerechtshof Amsterdam tot raadsheer, in 1926 werd hij vicepresident en in 1928 volgde zijn benoeming tot president, welk ambt hij tot 1 november 1937 bekleedde.

## Maatschappelijke rol
Kruseman wijdde zich korte tijd aan de plaatselijke politiek in Amsterdam en was van 1899 – 1904 lid van de Amsterdamse gemeenteraad. Als gevolg van zijn kennis en ervaring op het gebied van de volkshuisvesting werd Kruseman benoemd als lid of voorzitter van verscheidene commissies, o.a. van de Commissie van Toezicht van de vereniging "Bouwmaatschappij tot verkrijging van eigen woningen" (1906 – 1946), van de Rijkswoningraad, van de Amsterdamse Woningraad, van het hoofdbestuur der Maatschappij ter Nut van 't Algemeen, - en in het buitenland – van de Frankforter Verband en van de International Federation for housing and town planning.
Ook was hij lid van vele besturen en commissies op ander gebied, o.a. van de Vereniging voor Staatshuishoudkunde en Statistiek en de Nederlandse Juristen-vereniging. Vermeldenswaard is ook zijn curatorschap van de Universiteit van Amsterdam (1918 -1945).

## Publicaties
Jan Kruseman heeft veel gepubliceerd: Enerzijds op het gebied van de volkshuisvesting, zoals de commentaren op de woningwet, preadviezen aan de Nederlandse Juristenvereniging over onteigening en artikelen in de Vragen des Tijds over het Staatstoezicht op de volksgezondheid en anderzijds op juridisch gebied zoals zijn artikelen in het Rechtsgeleerd magazijn over de administratieve rechtspraak en de partiële herziening van het Wetboek voor Burgerlijke Rechtsvordering, een betoog over de academische opleiding der juristen (1946) en "Mr. H.P.G. Quack en zijne idee der gemeenschap" in De Gids van 22 november 1947

## Eerbewijzen
- Ridder in de Orde van Oranje-Nassau (1921)
- Erepenning van de gemeente Amsterdam (1934).
- Ridder in de Orde van de Nederlandse Leeuw (1937).
- Onderscheiden met de Hudig-penning van de Mr. D. Hudig stichting (1939).[1]
- Erepenning van de vereniging "Bouwmaatschappij tot verkrijging van Eigen Woningen" (1946).
- De Krusemanstraat in Dieren is per raadsbesluit van de gemeente Rheden naar Jan Kruseman genoemd. N.B. De Jan Krusemanstraat in 's-Hertogenbosch is genoemd naar Jan Adam Kruseman